# Élisabeth de Wurtemberg
Ne doit pas être confondue avec Élisabeth de Wurtemberg (1933-2022).
Élisabeth Wilhelmine Louise de Wurtemberg, née à Treptow an der Rega le 21 avril 1767 et morte à Vienne le 18 février 1790 est la fille de Frédéric II, duc de Wurtemberg et de la duchesse, née Frédérique-Dorothée de Brandebourg-Schwedt. 

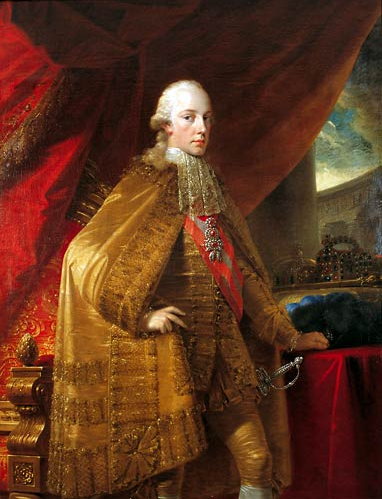
L'archiduc François d'Autriche.

Sa sœur Sophie-Dorothée avait épousé le tsarévitch Paul de Russie et lui avait déjà donné six enfants (sur les dix qu'ils eurent en vingt-et-un ans). Par conséquent l'empereur Joseph II, qui voulait s'allier à la Russie contre la Prusse, envisagea un rapprochement des couronnes en mariant une sœur de l'impératrice de Russie à son neveu et futur héritier, l'archiduc François.
Le mariage eut lieu en 1788 et les deux jeunes gens commencèrent une vie de couple harmonieuse.  
La jeune archiduchesse devint élève de Salieri qui lui apprit le chant.
Par sa fraîcheur et sa candeur, la jeune Élisabeth sut apprivoiser l'empereur, homme solitaire et incompris. Celui-ci ne savait lui montrer son affection qu'avec maladresse : il prétendait qu'il allait envoyer son neveu à la guerre, ce qui faisait pleurer la jeune archiduchesse. Elle mourut en donnant naissance à son premier enfant, n'ayant pas atteint l'âge de vingt-trois ans. 
Le couple n'eut donc qu'un seul enfant qui mourut au berceau :
- Louise-Elisabeth, archiduchesse d'Autriche, princesse de Bohême et de Hongrie (18 février 1790-24 juin 1791)

L'empereur, qui était à l'agonie, la suivit dans la tombe deux jours plus tard.
L'archiduc François se remaria le 15 août suivant avec la princesse Marie-Thérèse de Bourbon-Naples, qui était doublement sa cousine puisque petite-fille de l'empereur  François Ier du Saint-Empire et de la reine de Bohême et de Hongrie Marie-Thérèse d'Autriche - dont elle portait le prénom - et du roi Charles III d'Espagne et de la reine née Marie-Amélie de Saxe qui lui donna douze enfants.

## Source
- François Fejtö, Joseph II, un empereur révolutionnaire, Librairie Académique Perrin, Paris.